# Josef Kaňkovský
Josef Kaňkovský (4. dubna 1913 Náchod – 6. července 1972 České Budějovice) byl český herec a režisér.

## Život
Po svém působení u kočovných divadelních společností (od roku 1928) měl v letech 1942 až 1945 vlastní divadelní společnost. V letech 1945 až 1951 působil v divadlech v Ústí nad Labem,  Mostě, Teplicích a Brně. Od roku 1951 působil v Českých Budějovicích s tím, že v sezóně 1957/1958 působil v Teplicích.